# Andningsskydd
| Andningsskydd |
| --- |
| Andningsskydd enligt amerikansk standard (N95). I Europa har motsvarande andningsskydd CE-märkning. Hemvårdspersonal i andningsskydd Del av: Skyddande ansiktsmasker - Skyddsmask (gasmask) - Andningsmask (andningsapparat) - Andningsskydd - Munskydd (sjukvård) - Ansiktsskydd |

Andningsskydd är utrustning som skyddar mot inandning av föroreningar i luft. Ofta krävs det en avancerad analys av föroreningarna i luften för att man ska kunna välja ett effektivt andningsskydd och filter. För att säkerställa friskluftintag är vissa andningsskydd kombinerade med en fläkt eller en tryckluftsanordning.
Vid all användning av andningsskydd riskerar man att få för lite syre i inandningsluften. Man kan till exempel inte gå in i en sluten tank med bara en enkel mask med filter. Lufttillförseln måste säkras på annat sätt. 

## Skillnad mellan munskydd och andningsskydd (USA)
Nedan tabell redovisar skillnaden mellan munskydd och andningsskydd enligt amerikanska CDC:s och NIOSH:s definition.
| Funktion / Produkt                  | Munskydd (också benämnt kirurgiskt munskydd                                                                            | Andningsskydd                                                                                      |
| ----------------------------------- | --- | -------------------------------------------------------------------------------------------------- |
| Avsett ändamål                      | Vätskeresistent, ger bäraren skydd mot större droppar och stänk. Skyddar den utomstående från bärarens utandningsluft. | Minska bärarens exponering för partiklar, inklusive stora droppar och aerosol.                     |
| Anslutning till ansiktet            | Löst anslutande. | Tätt anslutande.                                                                                   |
| Krav på kontroll av tät anslutning. | Nej | Ja, krävs vid varje enskilt anbringande.                                                           |
| Filtrering                          | Ej betraktat som inandningsskydd. Ger inte bäraren skydd mot små luftburna partiklar.                                  | Filtrerar minst 95 % av luftburna, stora och små, partiklar.                                       |
| Läckage                             | Läcker runt om kanterna, när bäraren andas.                                                                            | Om andningsskyddet är korrekt påsatt och bärs korrekt, är läckaget runt maskens kanter obetydligt. |
| Användningsbegränsning              | Engångsmaterial. Slängs efter varje enskilt användningstillfälle.                                                      | Ska idealiskt slängas efter varje enskild användning.                                              |

## CE-märkning
Den europeiska förordningen 2016/425 om personlig skyddsutrustning reglerar CE-märkning av andningsskydd. Andningsskydd ingår i kategori III, som är den strängaste kategorin, beträffande användning som är förknippad med risk för allvarliga följder som dödsfall eller bestående hälsoskada. Varje enskild produkt ska var tydligt utmärk med CE-märkning. 
Under coronaviruspandemin 2019–2021 utfärdade EU-kommissionen nya rekommendationer, vilka gav medlemsländerna utrymme för undantag från gällande EU-regler för skyddsutrustning, bland andra andningsskydd. Arbetsmiljöverket fick därmed ett uppdrag från regeringen att utfärda tillfälliga tillstånd för en period och med restriktioner godkänna försäljning av bland annat andningsskydd som inte är CE-märkta, det vill inte genomgått alla tester enligt CE-norm. Sådana tester avser krav på åldersbeständighet eller beständighet mot ultraviolett strålning viss tid, vilka inte är av intresse i en situation med snabb omsättning av skyddsmaterial]

## FFP
FFP står för det engelska begreppet Filtering facepiece particle. Dessa är godkända enligt europeisk standard. Det förekommer även andningskydd med beteckningen N95. Dessa motsvarar ett FFP2 andningsskydd och är godkända av den amerikanska smittskyddsenheten CDC.
Andningsskydd delas in i tre olika klasser; FFP1, FFP2, FFP3 utefter effektivitet (E%), totalt inläckage (P%), samt skyddsfaktor: FF = Filtering facepiece (filtrerande halvmask) P = partiklar. 3= klass, där 3 är den klass som har den högsta skyddseffekten.

## Varianter av andningsskydd
- I en halvmask passerar inandningsluften genom ett eller flera filter in i masken genom en inandningsventil och utandningsluften går ut genom en utandningsventil. Filtren kan bytas ut när de är fulla och själva masken kan användas under lång tid. Masken täcker haka, mun och näsa.
- En helmask fungerar som halvmasken, men skyddar större delen av ansiktet inklusive ögonen. Filtren kan bytas ut vid behov. (se Skyddsmask)
- Huva används för att ge ett snabbt och komplett skydd för hela huvudet. Huvor kan kombineras med olika filter.